# Mieszkanie senioralne
Mieszkanie senioralne, apartament senioralny – mieszkanie przeznaczone dla seniorów (osób starszych, w rozumieniu ustawodawcy osób po ukończeniu 60. roku życia), którzy okresowo lub stale potrzebują wsparcia osób trzecich, jednak, ze względu na silne poczucie niezależności i samodzielności lub negatywne konotacje, wykluczają możliwość skorzystania z oferty domów opieki czy zakładów opiekuńczo-leczniczych (ZOL). W przypadku ZOL ponadto przyjęcie do placówki może być warunkowane wystąpieniem określonych wskazań medycznych (np. choroba Alzheimera).
Mieszkania oraz apartamenty senioralne są zaprojektowane z uwzględnieniem potrzeb użytkowników w starszym wieku, przystosowane do wymogów osób z ograniczeniami ruchowymi, pozbawione barier architektonicznych oraz wyposażone w sprzęty ułatwiające samodzielne wykonywanie codziennych czynności, przygotowywanie posiłków czy zachowanie higieny osobistej. Dodatkowo lokale mogą być wyposażone w systemy opieki telemedycznej oraz ułatwienia w komunikacji z bliskimi. Ponadto, znaczenie mają przydomowe ogródki, a w budownictwie mieszkaniowym bliskie otoczenie zieleni. 
Mieszkańcy mają zapewnioną opiekę concierge, odpowiedzialnego za pomoc w organizacji ich spraw prywatnych i codzienną animację, zorganizowane wsparcie personelu medycznego obejmujące opiekę pielęgniarską, konsultacje lekarskie i rehabilitację oraz liczne usługi dodatkowe, w tym m.in. catering, prace porządkowe, pranie, serwis techniczny.
Znaczącym czynnikiem powstawania mieszkań senioralnych jest lokalizacja. Młodsi seniorzy (60-70 lat), którzy są aktywni fizycznie (brak lub niewielkie problemy ruchowe), wskazują na lokalizację poza ścisłym centrum miasta, starsi seniorzy (70+) preferują mieszkanie w centrum miasta. Seniorów interesują mieszkania w centralnych lokalizacjach, z prostym dostępem do instytucji kulturalnych, wydarzeń w mieście, znajomych, służby zdrowia. 

## Mieszkania senioralne w Polsce – stan obecny
Obecnie, w Polsce propozycja mieszkań dla seniorów jest stosunkowo skromna. Można wyróżnić mieszkania:
● instytucjonalne – dom seniora, dom opieki, zakłady opiekuńczo-lecznicze (ZOL)
● społeczne – spółdzielnie mieszkaniowe, mieszkania TBS (Towarzystwo Budownictwa Społecznego)
● prywatne – osiedla deweloperskie dla emerytów
W mieszkaniach instytucjonalnych zamieszkuje ok. 1% polskich seniorów. Prywatne budownictwo w postaci osiedli dla emerytów jest w fazie rozwoju. Powstają pierwsze osiedla domów lub mieszkań położonych na peryferiach, jak również bloki mieszkalne dla seniorów w miastach. 
Obecnie seniorzy w Polsce to przedstawiciele pokolenia przedwojennego i wojennego. Większość z nich (64%) deklaruje w badaniach chęć samodzielnego mieszkania przy doraźnej pomocy ze strony rodziny. Dzielić mieszkanie z rodziną chce 15% z nich, 8% chce mieszkać, samodzielnie opłacając pomoc, 3% chciałoby korzystać z nieodpłatnej pomocy. Większość (3/4) polskich seniorów prowadzi samodzielne gospodarstwa domowe i tylko 8% z nich jest niezadowolona z tej sytuacji. Z badań wynika również, że seniorzy nie są gotowi na dokonywanie zmian miejsca zamieszkania. 
Według dostępnych danych seniorzy często mieszkają w zbyt dużych w stosunku do swoich potrzeb mieszkaniach. Sprzedaż takiego lokalu i zakup lub wynajem mniejszego może poprawić ich sytuację finansową. Seniorzy mogą również czerpać korzyści w wynajmu dotychczasowego mieszkania.

## Mieszkania senioralne w Polsce – perspektywy rozwoju
Liczba seniorów w Polsce zwiększa się – prognozuje się, że w 2030 r. będą oni stanowili 30% społeczeństwa. 60 rok życia przekraczają przedstawiciele pokolenia powojennego wyżu demograficznego tzw. „boomersi”. Pokolenie boomersów jest opisywane przez badaczy jako bardziej aktywnie, niezależne, dysponujące większymi środkami i posiadające większe wymagania co do poziomu życia niż ich rodzice. To właśnie dla nich potrzebna będzie szeroka oferta zamieszkania wobec potrzeb starzejącego się społeczeństwa. Jedną z takich form zamieszkania mogą być Domy Wielopokoleniowe odpowiadające na nowe trendy i tendencje. Aktualnie w Polsce zrealizowany został projekt pilotażowy domu wielopokoleniowego, uwzględniający potrzeby osób starszych, osób młodych, rodzin i osób z niepełnosprawnościami, jest to Dom Wielopokoleniowy w Łodzi przy ul. Wólczańskiej 168, powstało 16 mieszkań w ramach Domu Wielopokoleniowego.

## Rola państwa/samorządu
Zmiany struktury społecznej i trudna sytuacja mieszkaniowa seniorów to duże wyzwanie dla państwa i samorządów. Od kilku lat prowadzone są działania, które mają wpłynąć na poprawę warunków życia polskich seniorów np.:
– W Ministerstwie Rodziny, Pracy i Polityki Społecznej działa Departament Polityki Senioralnej oraz Rada ds. Polityki Senioralnej
– W 2013 r. rząd Donalda Tuska przyjął tzw. Pakiet senioralny 
– W Sejmie działa Parlamentarny Zespół ds. Uniwersytetów Trzeciego Wieku oraz Komisję Polityki Senioralnej
– W Senacie działa Komisja Rodziny, Polityki Senioralnej i Społecznej
– województwa starają się wykorzystać tzw. „srebrną gospodarkę” do rozwoju regionalnego np. w woj. opolskim powstaje specjalna strefa demograficzna i klaster senioralny 
– samorządy coraz częściej powołują rady seniorów

## Mieszkania senioralne w innych krajach
Problem dostosowania rynku mieszkaniowego do potrzeb seniorów dotyczy całej Europy i Ameryki Północnej. Modele pomagania seniorom różnią się jednak pomiędzy poszczególnymi krajami, chociaż wspólną cechą jest generalna niechęć do rozbudowywania systemu domów opieki. Większość krajów stawia na rozwiązania, które pozwalają najstarszym obywatelom jak najdłużej mieszkać samodzielnie.